# 云南荚蒾
云南荚蒾（学名：Viburnum yunnanense）为忍冬科荚蒾属下的一个种。其种加词“yunnanense”意为“云南的”。